# Gletsch

Das Hotel Glacier du Rhône nach der ersten Bauetappe um 1860. Links ist das Badhaus zu sehen.

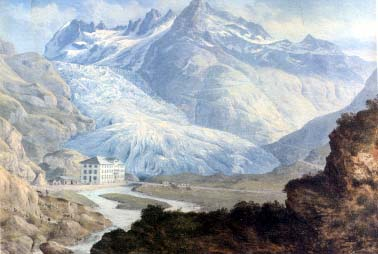
Das Hotel Glacier du Rhône nach der zweiten Bauetappe um 1870 (Gouache v. Konrad Corradi, 1813–1878)

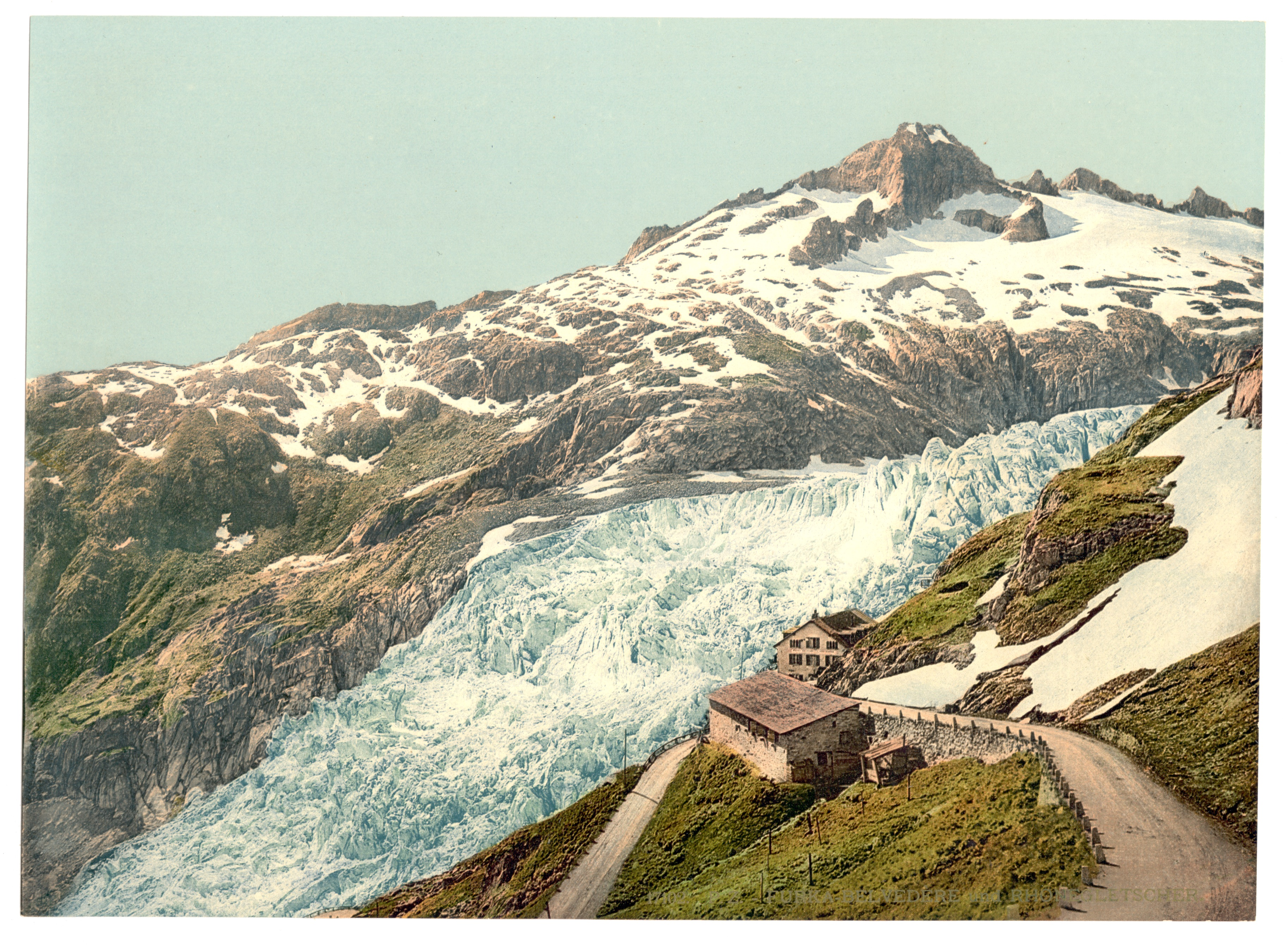
Das Hotel Belvédère vor 1900 von Osten

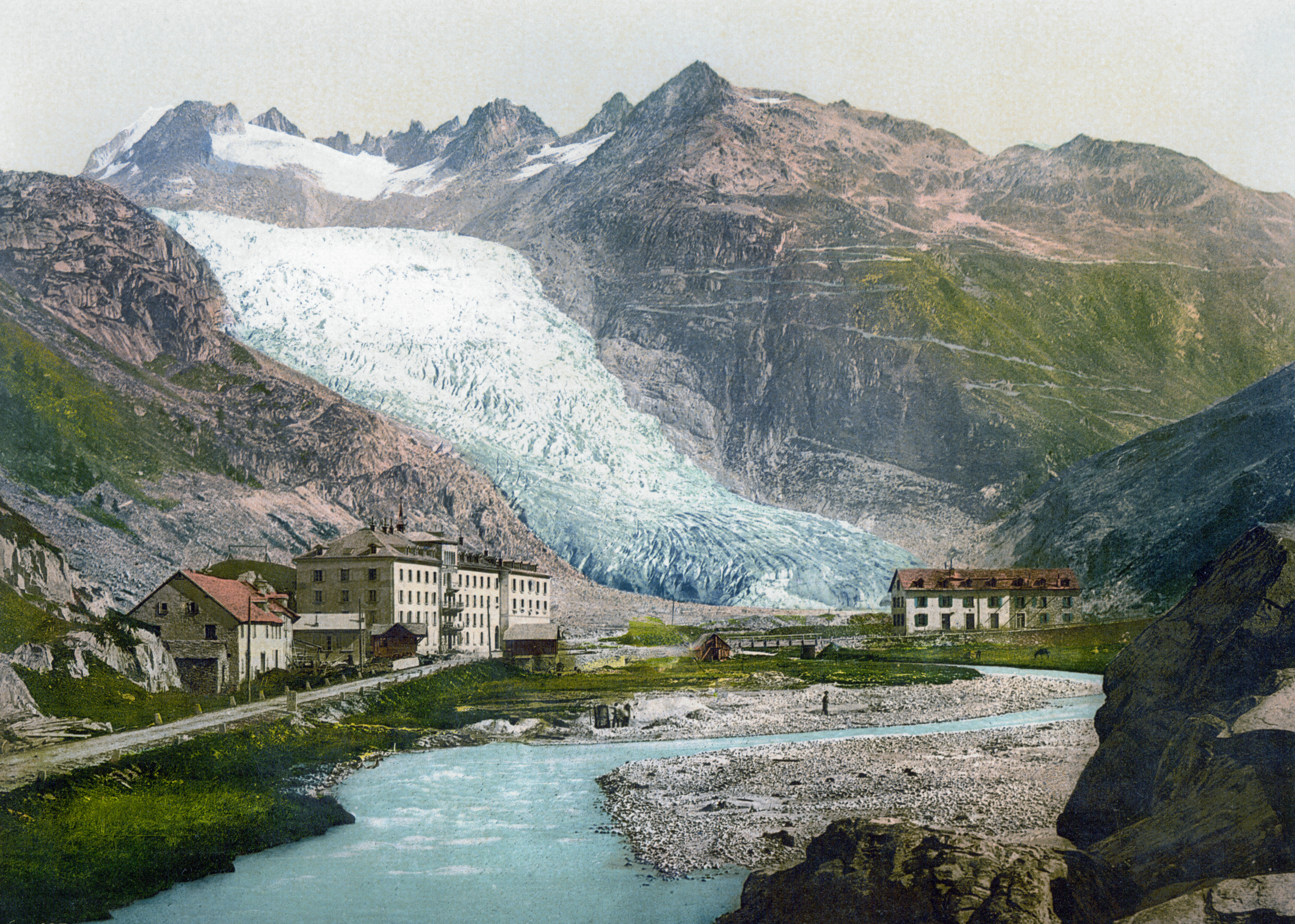
Die Hotelsiedlung Gletsch nach der dritten Bauetappe des Haupthauses um 1900. Links die Kutschenremisen und Stallungen, rechts die Dépendance.

Rechts in der Höhe das Hotel Belvédère im Jahre 1948

Anglikanische Kapelle und Panorama des Gletschers; links ein Teil der Restaurantterrasse vor dem auf Passanten und Tagestouristen ausgerichteten Buffet Express, ca. 1960

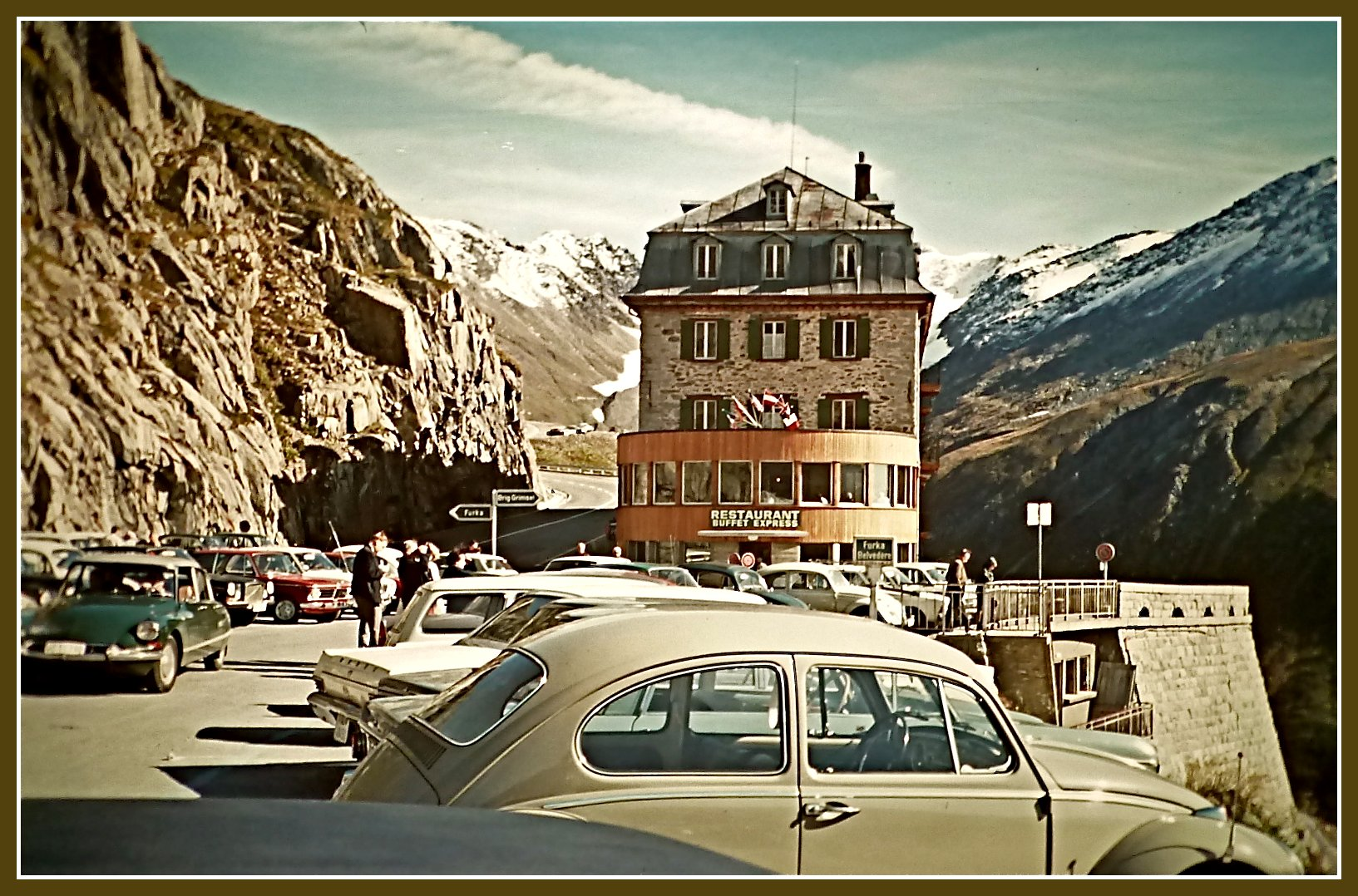
Die nordwestliche Schmalseite des Hotels Belvédère mit Restaurantanbau der frühen 1960er Jahre und Parkplatz davor, wohl spätestens in den mittleren 1970er Jahren fotografiert

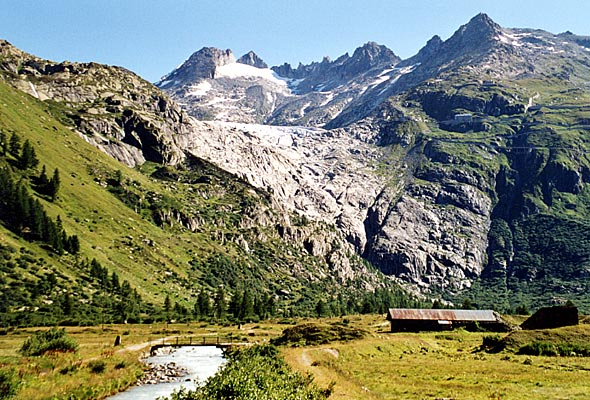
Talboden oberhalb von Gletsch in einer Ansicht von 2005. Oberhalb der Bildmitte das Zehrgebiet des inzwischen stark abgeschmolzenen Rhonegletschers.

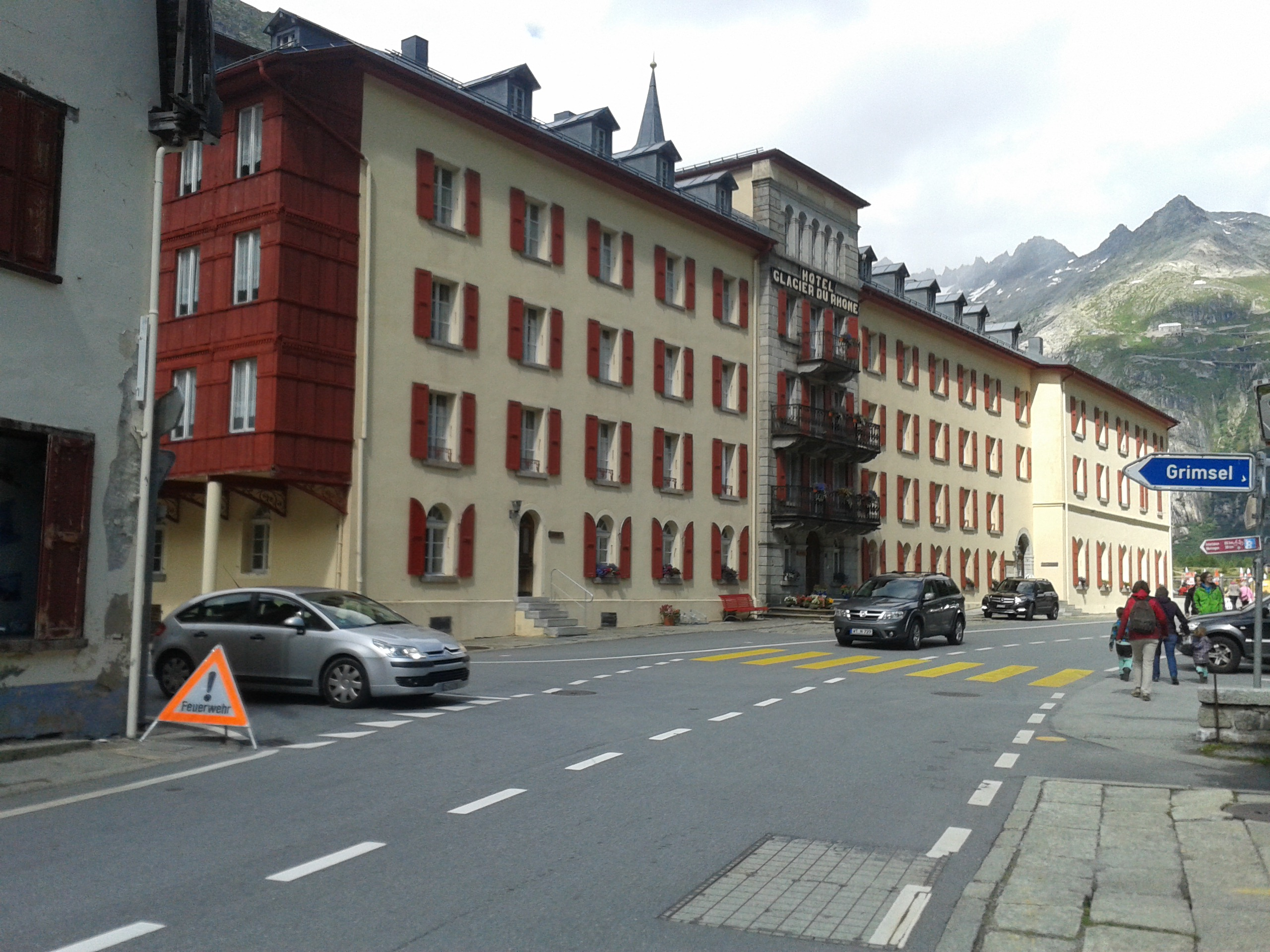
Südostfassade des Hauptgebäudes im Jahre 2014

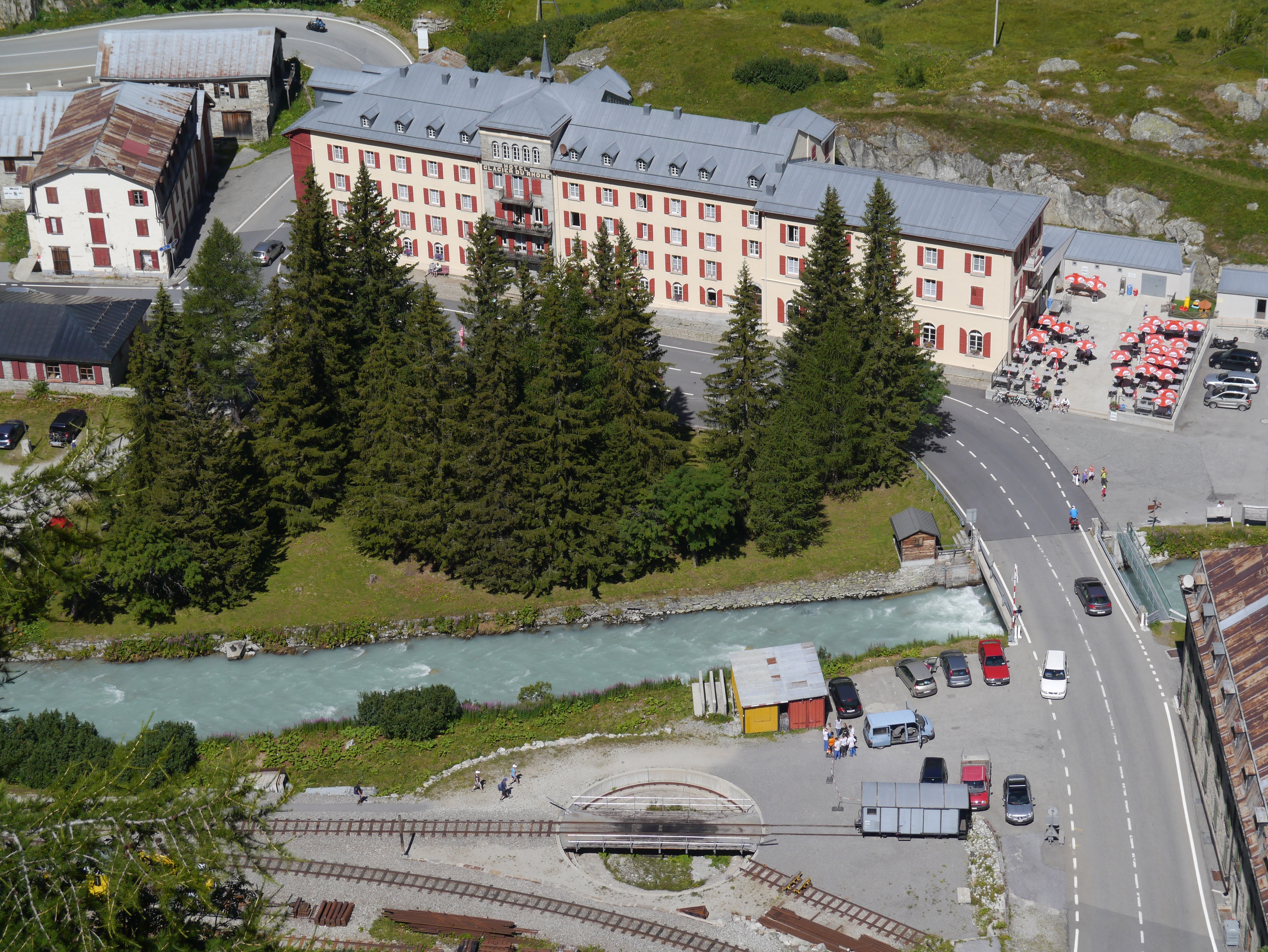
Das Hauptgebäude sowie links an der Abzweigung der Grimselpassstrasse die Alte Post und dahinter das Gebäude der Hotelwäscherei im Jahre 2013 aus erhöhter östlicher Warte festgehalten

Die im Goms gelegene Siedlung Gletsch gehört zur Gemeinde Obergoms im Schweizer Kanton Wallis. Sie liegt auf einer Höhe von 1759 m unterhalb des Rhonegletschers an der Verzweigung zu den Pässen Furka und Grimsel und wird nur in den Sommermonaten von Juni bis September bewohnt. In den übrigen Monaten ist die Strasse nach Gletsch und zu den Pässen ab Oberwald gesperrt.

## Bedeutung und Geschichte
Die 1864 bis 1866 erbaute Furkapassstrasse ist in den Sommermonaten eine Reiseroute aus dem Kanton Wallis Richtung Innerschweiz und Ostschweiz. Die 1894 fertiggestellte Grimselpassstrasse ist im Sommer eine Reiseroute zwischen dem Oberwallis und dem Kanton Bern. Beide Passstrassen verzweigen sich in Gletsch, am östlichen Beginn des Walliser Haupttales. Ein Grund für die Entstehung der Hotelsiedlung Gletsch war das Bedürfnis nach einer Zwischenstation wegen der Dauer und Beschwerlichkeit der Kutschenfahrt oder Wanderung über die beiden Pässe. Eine Fahrt in der Pferdekutsche von Brig über die Furka nach Göschenen dauerte beispielsweise rund zwölf Stunden, von Meiringen nach Gletsch über die Grimsel sieben Stunden.
Die Fertigstellung des Lötschbergtunnels im Jahr 1913 schuf eine ganzjährig nutzbare Alternative zum Grimselpass. Die Compagnie Suisse du Chemin de fer de la Furka eröffnete im Juni 1914 die damalige Stichstrecke von Brig nach Gletsch. Erst 1925 wurde von der Nachfolgegesellschaft FO die Gesamtstrecke bis Disentis in Betrieb genommen, doch war der Abschnitt Oberwald–Realp über den Furkapass immer nur im Sommer befahrbar. Seit der Furka-Basistunnel 1982 eingeweiht wurde, verkehren Züge ganzjährig zwischen Oberwald und Realp als Alternative zum Furkapass. Gletsch wurde damit mit der Eisenbahn unerreichbar. Erst seit 2011 ist der Abschnitt Oberwald–Realp über den Furka-Scheiteltunnel wieder durchgehend befahrbar und wird im Sommer von Zügen der Dampfbahn Furka-Bergstrecke bedient. Seit 1922 ist Gletsch auch mit Postautolinien erschlossen.
Im 19. Jahrhundert reichte die Gletscherzunge des Rhonegletschers noch fast bis Gletsch. Der Ort bestand bzw. besteht im Wesentlichen aus dem Hotel Glacier du Rhône und seinen Nebengebäuden, dem Bahnhof der Dampfbahn Furka-Bergstrecke mit Lokomotivremise und einem kleinen ehemaligen Postgebäude. Die Garage der Postautos wurde im Sommer 2022 abgebrochen. Zu den Nebengebäuden des Hotels zählen folgende Bauten: Jenseits der Rhone an der Furkapassstrasse die Dépendance Blaues Haus, in deren Untergeschoss an der nordöstlichen Langseite eine Bäckerei, Metzgerei und Käserei eingerichtet waren. In der Alten Post befand sich im Erdgeschoss während der Postkutschenzeit die entsprechende Station mit Postkutschenremisen und zeitweise auch ein Bazar, in Fortsetzung der Alten Post talwärts Richtung Brig war eine Gebäudezeile mit den Werkstätten der Handwerker des Hotels sowie Remisen für die Kutschen des Hotelunternehmers und private Kutschen der Gäste. Die Pferdestallungen davor wurden in der Zwischenkriegszeit abgetragen, eine Tankstelle trat an deren Stelle. An der südwestlichen Schmalseite des Hauptgebäudes war das alte Badhaus, unterhalb der ansteigenden Grimselpassstrasse das Gebäude der Hotelwäscherei.
Am nordöstlichen Rande der Siedlung steht die nach der Jahrhundertwende im neugotischen Stil erbaute anglikanische Kapelle. Hotelier Joseph Seiler erstellte sie nach eigenen Plänen im Auftrag der Colonial and Continental Church Society. In Gletsch gibt es zwei Kleinwasserkraftwerke, die 1899 und 1930 von der Hoteliersfamilie im Untergeschoss der Dépendance Blaues Haus bzw. in einem Teil der Kutschenremisen im Westen der Siedlung installiert wurden.
In den 1830er Jahren eröffnete Joseph Anton Zeiter am Fusse des Rhonegletschers ein Gasthaus mit etwa zwölf Betten. Nachdem Alexander Seiler der Ältere (1820–1891) aus Blitzingen bereits in der ersten Hälfte der 1850er Jahre in Zermatt als Hotelier Fuss gefasst hatte, plädierte dessen Bruder Franz (1827–1865) in der Gemeindeversammlung vom 29. Dezember 1857 in Münster für die Überlassung von Boden zwecks Ausbau der Zeiterschen Herberge am Fusse des Rhonegletschers. Am 22. Juni 1858 bestätigte der Walliser Staatsrat die Baupläne, die bis spätestens 1861 zur Ausführung gelangten. Die bescheidene Herberge wurde zuerst im Westen um einen grossen dreistöckigen Anbau mit drei Fensterachsen ergänzt. Im Juni 1862 erschienen Zeitungsinserate der Gebrüder Seiler, die das Hotel Glacier du Rhône den Lesern als «ganz neu erbaut» vorstellten. Die Eröffnung der Passstrasse über die Furka erhöhte die Zahl der Reisenden dermassen, dass sich eine zweite Vergrösserung des Haupthauses (von 40 auf 120 Betten) aufdrängte, die wohl in den Jahren 1868 und 1869 erfolgte: Auf Bildern des Jahres 1870 erscheint ein gleicher Baukörper symmetrisch im Osten angefügt und an der Stelle der ursprünglichen Bauten der 1830er Jahre ein Mittelrisalit. Das Gestaltungselement des Mittelrisalits gelangte hier zum ersten Mal im Walliser Hotelbau zur Anwendung und zwar zwischen zwei symmetrischen dreistöckigen und an der Längsseite mit fünf Fensterachsen versehenen Baukörpern. Der vortretende dreiachsige Mitteltrakt steht an der Stelle der Zeiterschen Herberge. Gut 20 Jahre später, bis etwa 1892, wurde das Hauptgebäude um ein Stockwerk erhöht, mansardiert und im Nordosten, in Richtung Gletscher, um einen gegen die Strasse hin vorspringenden Trakt mit fünf Fensterachsen erweitert. Darin befand sich fortan der grosse Speisesaal.
Die Hotelsiedlung erlebte ihre Blüte während der Gründerzeit und der Belle Époque. In der späteren Belle Époque bot das Hotel samt Dépendance unter der Leitung von Joseph Seiler (1858–1929) bis zu 320 Gästebetten an, in den 1920er Jahren rund 200 und bis in die 1980er Jahre noch 150. Um 1882 entstand etwa 500 Meter höher und eine Stunde Kutschenfahrt Richtung Furkapass entfernt an der Gletscherflanke neben der künstlichen Eisgrotte mit Rundblick auf die Walliser und Berner Alpen das Hotel Belvédère, das in der Belle Époque mehrere Male vergrössert wurde und vor dem Ersten Weltkrieg bis zu 100 Reisende zu beherbergen vermochte. In den Jahren vor dem Ersten Weltkrieg verzeichnete Joseph Seiler in diesem Hotel während der Hochsaison im Schnitt täglich ungefähr 70 Ankünfte.

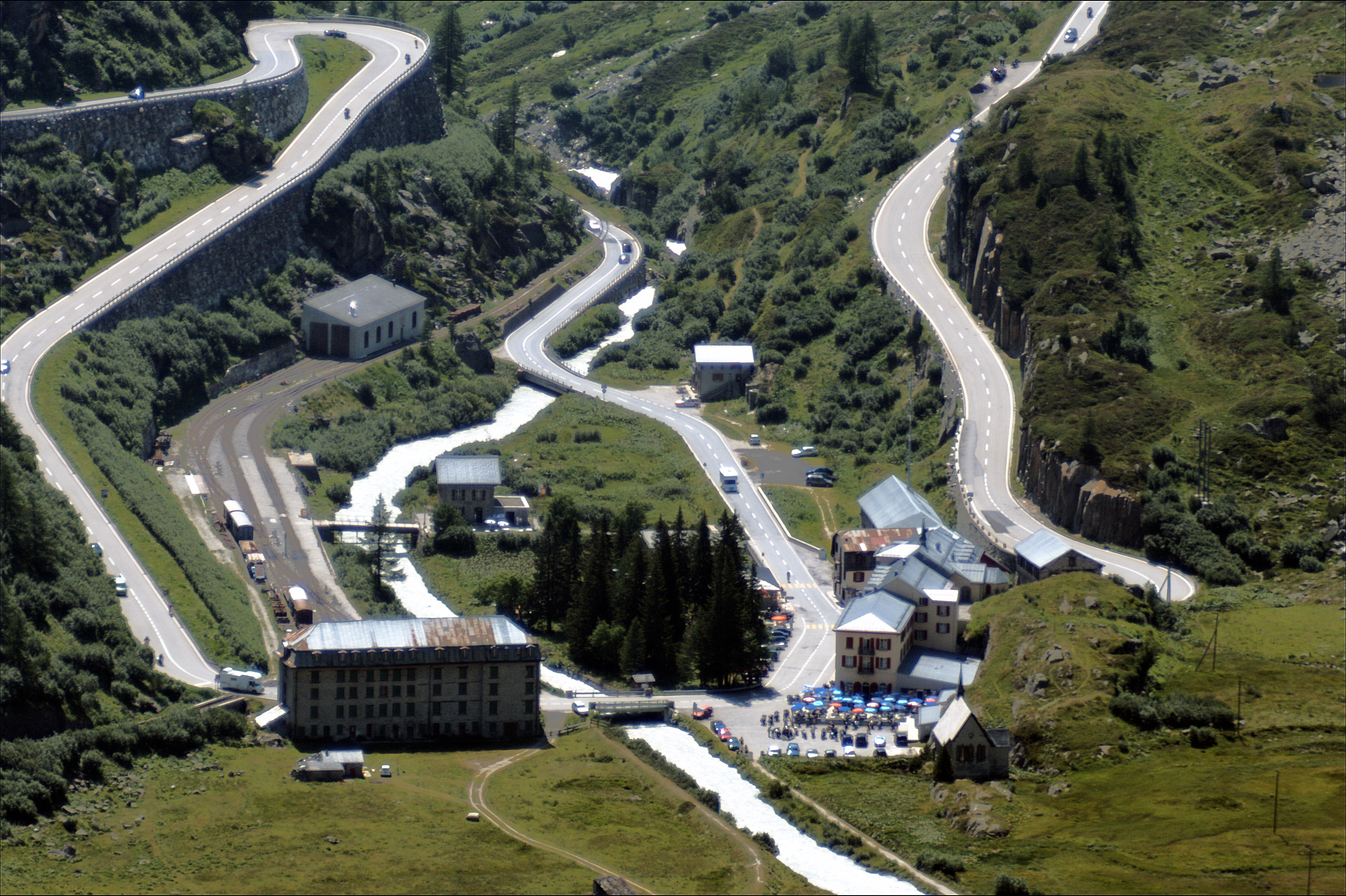
Der alpine Verkehrsknotenpunkt Gletsch, von Nordosten her talwärts gesehen (2005). Im Vordergrund die Nordostfassade der Dépendance Blaues Haus.

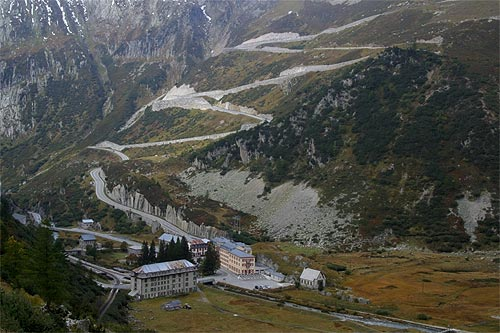
Die Hotelsiedlung im Jahre 2004

Spätestens seit dem letzten Viertel des 19. Jahrhunderts war Gletsch wegen der Attraktivität des Rhonegletschers und der zentralen Verkehrslage in den Alpen als Etappenziel einer Schweizer Alpenrundreise fest etabliert, das in weitverbreiteten ausländischen Reiseführern nachdrücklich empfohlen wurde. Der Baedeker schlug beispielsweise in der Ausgabe von 1893 (Leipzig, 25. Auflage) seinen Lesern auf S. XIIIff. insgesamt acht Pläne für acht- bis achtzehntägige Touren vor. Die Hälfte dieser Tourenpläne umfasste eine einmalige Übernachtung in Gletsch. Auch in diesem reiskulturellen Zusammenhang fungierten die Häuser als Passantenhotels. Seit der Inbetriebnahme der Gotthardbahn 1882 sowie vor der Eröffnung des Simplontunnels 1906 und des Lötschbergtunnels 1913 verliessen Italienreisende den Zug in Göschenen, um sommers über Furka- und Grimselpass in den Kanton Bern zu gelangen — und umgekehrt. Auch Reisende zwischen dem Kanton Graubünden und dem Berner Oberland wählten diese Route über Gletsch. Die Sustenpassstrasse wurde erst 1946 eingeweiht, die Nationalstrasse A8 über den Brünig in der zweiten Hälfte des 20. Jahrhunderts gebaut.

Vor dem Glacier du Rhône kurz nach 1900. In der Mitte eine Postkutsche des Kurses Grimsel-Gletsch-Furka, die heute im Stockalperschloss in Brig steht.

Im Jahr 1903 wurde im Hotelpark vor dem Haupthaus eine Wettersäule der Firma Lambrecht errichtet. Da Joseph Seiler um die Bedeutung seiner Hotelsiedlung als Pferdewechselstation wusste, sah er den Bau der Brig-Furka-Disentis-Bahn vor dem Ersten Weltkrieg nicht ohne Bedenken. Er stellte, im Gegenzug für die Überlassung von Land für die Bahntrasse, die Forderung, die Züge zur Mittagszeit eine Stunde in Gletsch halten zu lassen, um die Passagiere zur Einnahme einer Mahlzeit zu bewegen. Die abendlichen Züge endeten in Gletsch, um die Anzahl der Übernachtungen zu erhöhen. So versuchte er der Bahn den Rhythmus einer Reise mit Pferdekutschen aufzuerlegen. Das im Jahr 1870 eingerichtete Telegrafenbüro, das der Reservation der Plätze in den Postkutschen diente, wurde 1927 geschlossen, fortan war der Ort telefonisch zu erreichen.

## Seit 1929 neu geschaffene und erweiterte Attraktionen
Eduard Seiler lancierte verschiedene Angebote, beispielsweise Nationale Gletschersternfahrten und Auto-Ski-Meetings (französisch: «Grand Rallye des Glaciers»), die bis in den 1950er Jahren stattfanden., eine den Hotels angeschlossene Bergschule mit fest verpflichteten Bergführern von Juli bis September, Skitouren- und Skitrainingswochen im Frühsommer unter der Leitung von Hugo Lehner Skitouren auf dem Rhonegletscher und dem Muttgletscher, geführte Besichtigungen der von ihm Jahr für Jahr ergänzten Antiquitätensammlung, nach dem Dinner regelmässige Fahrten in eleganten Wagen zum von der Hotelgesellschaft beleuchteten Abbruch des Rhonegletschers, Besichtigungen der Grimselstauwerke.
Die Möglichkeit, die Mahlzeiten in den beiden Hotels bzw. Restaurants nach Wahl einzunehmen, wurde ausgeweitet. In der Zwischenkriegszeit bot die Hotelleitung einen Mietwagenservice an, der von Gletsch aus Rundfahrten mit oder ohne Privatchauffeur bis nach Luzern ermöglichte, ebenso einen Taxidienst und einen Shuttle-Service auf einer eigens zu diesem Zweck neu angelegten Naturstrasse zur Rhonequelle. Von Sommer 1932 an war auf Initiative von Hermann und Eduard Seiler hin in Zusammenarbeit mit dem Automobil Club der Schweiz bzw. Touring Club Schweiz in Gletsch ständig ein Automechaniker stationiert, der über einen Abschleppwagen, einen Personenwagen und einen Beiwagen verfügte. Jahrzehntelang kamen die Gäste des Hotels Glacier du Rhône, wie damals die der meisten Seiler Hotels, in den Genuss eines eigenen Orchesters, in den 1930er Jahren wurde zudem im Westteil des Hauptgebäudes ein Dancing eingerichtet.
1930 wurde eine Pelton-Turbine von Sulzer Escher Wyss und ein Generator von Brown, Boveri & Cie in den Kutschenremisen installiert und eine Hochdruckwasserleitung von diesen bis zum hoteleigenen Totensee auf der Grimsel gebaut. Das leistungsstärkere hauseigene Elektrizitätswerk ermöglichte nunmehr eine weit umfassendere nächtliche Beleuchtung von Teilen des Rhonegletschers, des natürlichen touristischen Alleinstellungsmerkmals, und der Hotelfassaden.

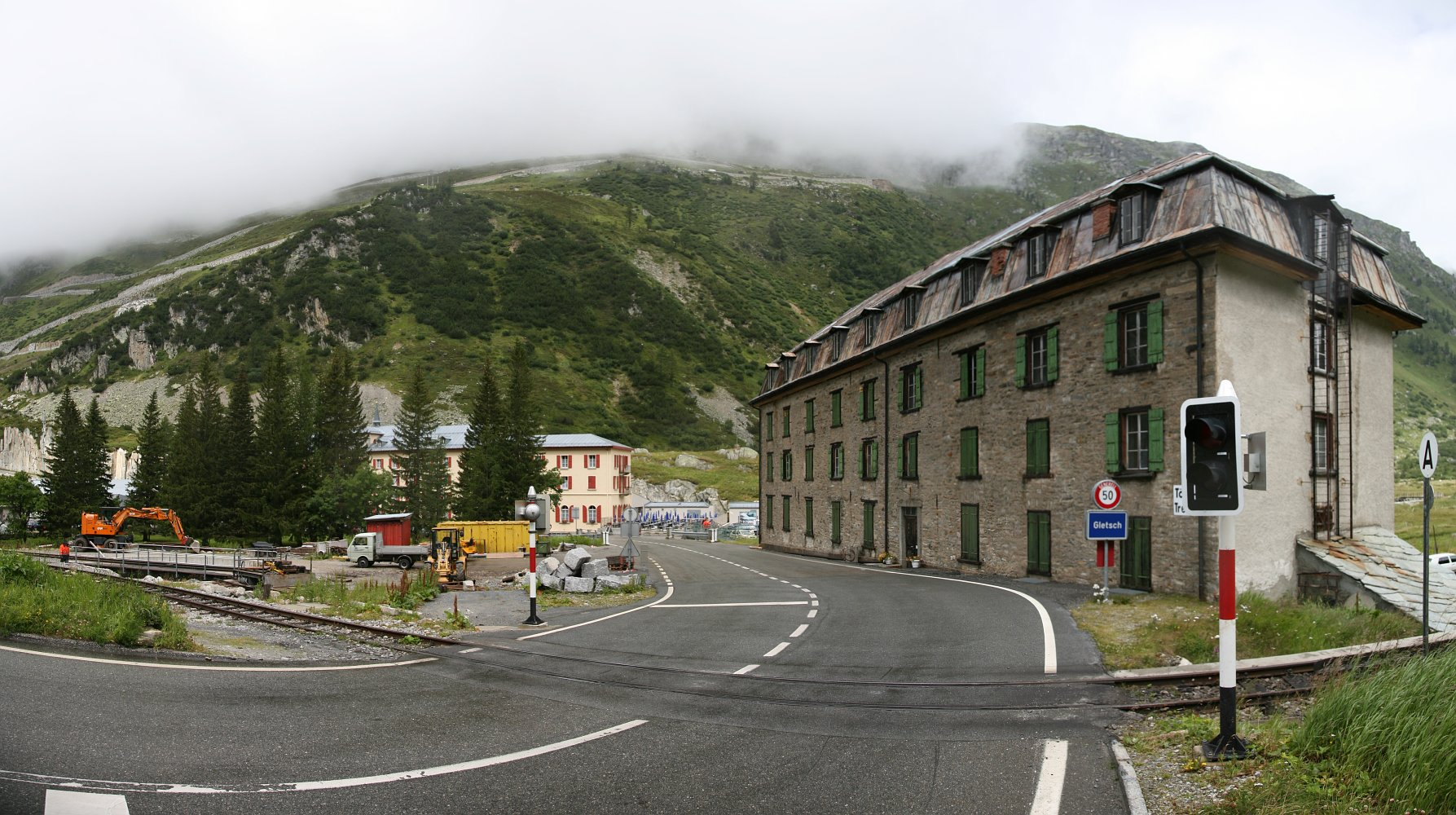
Ortseingang von Gletsch am Bahnübergang der Furkastrasse. Das markante Gebäude rechts ist die Dépendance Blaues Haus.

Im Jahre 1956 beispielsweise wurden in der Dépendance Blaues Haus in Gletsch 40 Gastbetten für 5 CHF (inflationbereinigt im Jahre 2022: ca. 22 CHF) angeboten und die günstigen im Hotel Belvédère zum selben Preis. Für jene mit Bad im Haupthaus in Gletsch und im Belvédère wurden 14–16 CHF (inflationbereinigt im Jahre 2022: ca. 62–71 CHF) in Rechnung gestellt. Daneben gab es in der Dépendance in Gletsch Massenlager (z. B. für Schulklassen und Pfadfindergruppen) zu noch deutlich tieferen Preisen, ebenso einfache Bettlager (bereits vor Saisoneröffnung, etwa für Jugendgruppen von Skiclubs) im 3. Stock des Hotels Belvédère.
Das Gleiche galt für die Restauration, welche in Gletsch bis 1984 sieben verschiedene Teilbetriebe umfasste: Im Westen des Hauptgebäudes das Café Valaisan mit kleinem Strassenrestaurant vor dem Eingangsbereich (beides mit Bistro-ähnlichem Angebot); die rustikal eingerichtete Walliserstube (mit Carnozet-Charakter), für Hotelgäste und als Alternative zum förmlichen Grand Restaurant; das Grand Restaurant im Osttrakt, das Buffet Express im grossen verandaartigen Anbau ganz im Osten des Gebäudekomplexes (ein Schnellimbiss im Stil der 1960er Jahre für eilige Tagesgäste, mit einem einfachen Angebot); die Terrasse davor (mit blossem Getränkeservice); der Take Away auf der Terrasse.

## Verkauf der Hotels an den Kanton Wallis im Jahre 1984
Die Implikationen einer auf die Sommersaison beschränkten Wertschöpfungsphase von drei bis vier Monaten wurden von Hermann Seiler  mit Besorgnis bedacht. Im Trogtal von Gletsch ist eine Wintersaison wegen der Lawinengefährdung sowohl der Zufahrtswege wie des Tales wie auch wegen der mangelnden Eignung der gerölldurchsetzten Hänge für den Skisport und andere Wintersporte nicht möglich. Das Haupthandicap der Hotelbetriebe am Rhonegletscher bestand und besteht demnach in der topografisch bedingten Einschränkung auf 20–40 % der Wertschöpfung, welche vergleichsweise in den Seiler Hotels Zermatt dank der von der Familie Seiler am Fusse des Matterhorns als realisierbar erkannten und von Hermann Seiler, seit Mitte der 1920er-Jahre auch Eigentümer der Betriebe in Gletsch, von 1927/28 an realisierten Zermatter Wintersaison möglich ist.
In genauer Voraussicht der in Zukunft stetig zunehmenden Relevanz des strukturbedingt fehlenden gastgewerblichen Wertschöpfungspotenzials nannte der 80-jährige Hermann Seiler die Aktiengesellschaft, in die er die beiden Hotels am Rhonegletscher samt Liegenschaften 1956 einbrachte, nicht (in Analogie zur mit dem Bruder Alexander 1908 gebildeten Zermatter Hotelgesellschaft) Hotels Seiler Gletsch AG, sondern, mit Blick auf eine nichtgastgewerbliche Verwendung, Immobilien Gletsch AG. Zur Frage stand seit Mitte des Jahrhunderts, ob die öffentliche Hand die seit den 1930er-Jahren von Hermann Seiler erweiterte wasserwirtschaftliche Nutzung mit einem grossen Projekt im Talbecken von Gletsch, einem Stausee, fortführen wollte.
So wurde der gastgewerbliche Betrieb nach 130 Jahren von der Familie Seiler an diesem Ort im Jahre 1984 in erster Linie aufgrund der lage- und witterungsbedingten Beschränkung der Betriebszeit auf dreieinhalb Sommermonate aufgegeben.
Ein weiterer Grund waren die verkehrstechnischen und reisekulturellen Veränderungen, welche mit dem Ende der Pferdekutschenzeit und der Motorisierung des Passverkehrs um 1920, demnach bereits zu Lebzeiten Joseph Seilers, begonnen hatten und mit dem Ausbau und der Teerung der Strassen insbesondere seit den 1960er-Jahren, der Zunahme der Reisegeschwindigkeit (um einen Faktor 7–8 in sechs Jahrzehnten) und des Reisekomforts sich rapid fortsetzten. Wer um 1900 sieben Stunden auf engen, holprigen, staubigen und mitunter auch gefährlichen Bergstrassen in einer ruckelnden und nicht beheizbaren Pferdekutsche unterwegs gewesen war, um am nächsten Tag seine Fahrt fortzusetzen, hatte nach Art und Umfang ganz andere Bedürfnisse nach Gastung, als wer auf einer modernen Kantonsstrasse nach einer Stunde im komfortablen privaten Personenkraftwagen in Gletsch anlangt: Der verkehrstechnische Fortschritt hat die Hotelsiedlung Gletsch weitgehend ihrer historischen Kernfunktion – der einer «Relaisstation[]» (NZZ vom 4. August 1980, Nr. 178, S. 9), «Transitstation im Alpenverkehr», alpinen «Reisenden-Karawanserei» (Walliser Bote vom 20. Juni 1938, Nr. 67, S. 2f.) und «Drehscheibe» des langsamen und beschwerlichen Verkehrs auf ungeteerten und engen Bergstrassen und einer Raststätte am Fusse zweier Alpenpässe, nicht einer Kur-, Erholungs- und Feriendestination – beraubt.
Der Durchgangsverkehr unmittelbar bei den beiden Hotels – im Falle des Hotels Belvédère an beiden Längsseiten und beiden Schmalseiten des Gebäudes – hatte sich bis in den 1980er-Jahren schätzungsweise um einen Faktor 100–200 multipliziert. Lärm und Abgase an schönen Sommertagen lassen auch kürzere Erholungs- und Ferienaufenthalte an verkehrsärmeren Orten zunehmend erstrebenswerter erscheinen. Die verkehrstechnische Zäsur um 1920 wurde bereits in den 1920er-Jahren von Stammgästen als einschneidende Minderung der Attraktivität des Ortes wahrgenommen: "Gletsch has lost many of its attractions when the horses had finally been replaced by the motors;" (Alpine Journal, November 1929, No. 230, Vol. XLI, S. 400f.) Im Jahre 1996 sahen die Verantwortlichen für die Aufnahme von Gletsch in das Bundesinventar der schützenswerten Ortsbilder der Schweiz von nationaler Bedeutung (ISOS) das «Hauptproblem des Ortes» im motorisierten Verkehr. Sie wiesen auf die Dichte von «durchschnittlich rund 4000 Autos und Motorräder pro Tag, mit Spitzen von 10000» hin.
Johann Wolfgang Goethe wähnte sich in und um Gletsch laut in Realp verfasstem Brief vom 12. November 1779 «in der ödesten Gegend der Welt, und in einer einförmigen Gebirgswüste». Im Sommer 1796 notierte Georg Wilhelm Friedrich Hegel in seinem Tagebuch der Reise in die Berner Oberlalpen: «Diese Gegend, die von Furka und Grimsel eingeschlossen ist, heisst das Gletsch und übertrifft an Öde und Traurigkeit alles was wir bisher noch sahen.» Der Reiseführer Michelin Schweiz 1959/60 (Karlsruhe 1959/60) beispielsweise beschreibt das Trogtal, in dem die Siedlung liegt, entsprechend (s.n. Gletsch und der Rhonegletscher) als «trostloses Becken». Für mehrtägige Wander- und andere Erholungsaufenthalte werden seit je von einem Grossteil der Feriengäste lebensfreundlichere und mildere Vegetationsstufen bevorzugt, wie sie das 500 Meter tiefer gelegene bloss anderthalb Dutzend Kilometer entfernte Mittel- und Untergoms, Heimat der Familie Seiler, und Dutzende anderer touristischer Destinationen im Wallis bieten. Die Angehörigen der Familie Seiler mit Gastgeberfunktionen in den acht Seiler Hotels in und um Zermatt und in den beiden Hotels am Rhonegletscher hatten im Laufe der Jahrzehnte – wie dies damals in der gehobenen Schweizer Traditionshotellerie selbstverständlich geübte Usanz war – mit Zehntausenden von Gästen während der Aufenthalte Gespräche geführt und wussten daher denkbar umfassend um deren Wahrnehmung der Topografie und der Natur in den Gebieten um die Hotels. Es war weithin offensichtlich und bekannt, wie die Gäste der Häuser tagsüber ihre Aufenthalte einerseits zu gestalten wünschten und andererseits tatsächlich gestalteten. Sommersportarten (etwa Golf) können andernorts fast durchwegs besser ausgeübt werden.
Natürliche Hauptattraktion und touristisches Alleinstellungsmerkmal war bis im dritten Viertel des 20. Jahrhunderts die ebenso vom Talgrund wie von den beiden zur Hotelsiedlung hinunterführenden Passstrasse her für alle Touristen überaus eindrücklich sichtbare mächtige Zunge des Rhonegletscher, deren vollkommener Rückzug aus dem Gesichtsfeld um 1980 ebenso absehbar war wie die weitere Abnahme der landschaftlichen Attraktivität des Trogtales von Gletsch insgesamt durch die damals vom Kanton geplante Verbreiterung der Strassen und den Bau der hierfür notwendigen Stützmauern – all dies ideell verbunden mit dem Verblassen des hallerschen, rousseauschen, romantischen und viktorianischen reisekulturgeschichtlichen Topos der Schweizerfahrt oder Swiss tour in den Alpen bei teilweise sehr anspruchsvollen Gästen.
Während der Belle Époque waren die Alpen Sommertourismusziel par excellence, an die Mittelmeerküste begaben sich Erholungsuchende eher im Winter. Tendenziell bereits nach dem Ersten Weltkrieg, jedoch deutlich verstärkt seit den 1960er-Jahren gewann der mediterrane Sommertourismus zuungunsten des alpinen u. a. infolge gewandelter Lebensstile und -bedürfnisse an Gewicht. Ausschliessliche Sommertourismusorte in den Alpen, wie Gletsch einer ist, können die schwindende Bedeutung der Sommersaison nicht durch Forcierung des Wintergeschäfts ausgleichen.
In der Botschaft des Walliser Staatsrates im Bulletin der Sitzung des Grossen Rates des Kantons Wallis zur Sitzung von Juni 1984, S. 198f. sind mit amtlicher Verbindlichkeit sämtliche Gründe aufgezählt, aufgrund derer die Walliser Regierung dem Parlament den Abschluss des Kaufgeschäfts empfahl. Genannt sind folgende Gründe: Überführung des Rhonegletschers in das Eigentum des Kantons; allgemeine Planungsfreiheit; Planungsfreiheit insbesondere beim Ausbau der Strassen; Naturschutz; Ausnützung der Wasserkräfte. Als «auslösendes Moment für die Verhandlungen» werden vom Berichterstatter der parlamentarischen Kommission die «energiepolitischen Absichten und Abklärungen im oberen Goms» festgehalten. Diese Aussage des Berichterstatters der parlamentarischen Kommission stimmt mit sämtlichen umfangreichen Gesprächsnotizen der verhandlungsführenden Verwaltungsräte der Immobilien Gletsch AG der Jahre 1983 und 1984 überein, insbesondere auch mit jenen über sämtliche Telefongespräche zwischen dem verhandlungsführenden Staatsrat, Dr. Hans Wyer, und Dr. Stephan Seiler, Präsident der Immobilien Gletsch AG. Die Fortführung der Hotelbetriebe (oder eines der beiden Hotelbetriebe) oder eine angebliche Absicht der Nicht-Fortführung seitens der Familie Seiler zu diesem oder einem späteren Zeitpunkt war weder ein «auslösendes Moment für die Verhandlungen» noch einer der vielfältigen und sich teils widersprechenden Kaufgründe der Regierung, der parlamentarischen Kommission oder des Parlaments. Der Präsident der mit dem Geschäft befassten parlamentarischen Kommission schloss die Übernahme der Hotels oder deren Betrieb als eine der Absichten des Parlaments bzw. des Kantons beim Kaufgeschäft ausdrücklich aus: «Il n’est nullement l’intention de l’État du Valais de devenir propriétaire d’hôtels et de les exploiter.» Die Frage, was mittel- und langfristig mit den Hotels geschehen solle, wurde erst nach dem Abschluss des Kaufgeschäfts von einer zu diesem Zweck gebildeten ausserparlamentarischen Kommission weitergehend behandelt.
Seitens der neuen Eigentümerschaft, des Kantons Wallis, standen bis zur zweiten Hälfte der 1980er-Jahre rechtliche, landschaftliche und wasserwirtschaftliche Betrachtungsweisen und Interessen im Vordergrund. Das gastgewerbliche Angebot in Gletsch sollte in stark vereinfachter Form mit einem Pächter bzw. Unterpächter in hotelfachlicher Ausbildung und einigen wenigen Mitarbeitenden vorläufig weitergeführt werden unter «Abkehr vom Seilerschen Hotel-Stil» und unter Ausrichtung auf einen «Volkstourismus» (Walliser Bote vom 2. Oktober 1984, Nr. 229, S. 10; entsprechend Valais Demain vom 12. Oktober 1984, Nr. 35, S. 3). In der zweiten Hälfte der 1980er-Jahre wurden die seit den 1950er-Jahren verfolgten Projekte, das Tal durch eine Staumauer abzuriegeln und einen Rhonestausee zu bilden, verworfen.
Daraufhin tätigte der neue Eigentümer umfangreiche Investitionen in das Hotel Glacier du Rhône in der Absicht, das Haus als «einfaches Berghotel» zu betrieben: Zwischen 1988 und 1996 gewährte der Kanton Wallis der in seinem Eigentum stehenden Immobilien Gletsch AG Kredite im Umfang von 4,6 Mio. Franken. Diese konnten weder verzinst noch amortisiert werden. Zwölf Jahre nach dem Erwerb des schuldenfreien Eigentums durch den Kanton titelte die NZZ vom 15. Mai 1996 (Nr. 112, S. 19) mit Bezug auf das Unternehmen im Eigentum des Kantons: «Konkurs als letzter Ausweg?» Von der Walliser Regierung erhielt der Verwaltungsrat der Immobilien Gletsch AG Ende der 1980er-Jahre den Auftrag, einen Käufer für das Hotel Glacier du Rhône zu finden, ein Unterfangen, das ohne Erfolg blieb. Im Sommer 2022 wurde das Hotel zum ersten Mal in seiner Geschichte nicht geöffnet. Im August des gleichen Jahres wurde publik, dass das Departement Immobilien und Bauliches Erbe des Kantons Investitionen im Umfang von bis zu neun Mio. Franken plant, um das Hotel Glacier du Rhône umfassend zu renovieren und fortan 30 Gästezimmer anbieten zu können. Die für den Weiterbetrieb notwendige Erneuerung kann nicht aus Rücklagen, die nach 1984 gemacht wurden, finanziert werden. Die Dienststelle für Mobilität beabsichtigt vier Mio. Franken für Umgebungsarbeiten aufzuwenden.
Die kantonseigene Immobilien Gletsch AG verkaufte im Jahre 1988 das Hotel Belvédère für 0,5 Mio. Franken der Familie Louis Carlen, welche die nahe Gletschergrotte betreibt und die einzige Interessentin war. Das Haus wurde im Sommer 2011 erstmals wieder zum Verkauf ausgeschrieben. Seit 2015 ist es geschlossen. Ein Vertreter der Eigentümerfamilie wies im Gespräch mit dem Walliser Boten vom 1. Juli 2015 (Nr. 149, S. 3) darauf hin, dass die «kurze Sommersaison» Ende Juli als «bereits zur Hälfte vorbei» zu gelten habe.

## Elektrizität
Joseph Seiler liess im Untergeschoss der Dépendance Blaues Haus vor der Jahrhundertwende ein Kleinwasserkraftwerk einrichten. Nur wenige Jahre zuvor, 1893, war das erste Walliser Elektrizitätswerk von der Familie Seiler in Zermatt erstellt worden. Herstellerin der Anlage in Gletsch war die Theodor Bell AG in Kriens. Der Hotelier beleuchtete die Gemeinschaftsräume und mittels Kohlebogenlampen die Fassaden beider Hotels sowie den Gletscherbruch des Rhonegletschers.
Im Sommer 1930 baute Eduard Seiler ein neues Kleinwasserkraftwerk in den Kutschenremisen von Gletsch, welches den Abfluss des Totensees, des Meienbachs und des Siedelenbachs nutzte. Es bestand aus einer Pelton-Turbine von Sulzer Escher Wyss und einem Generator von Brown, Boveri & Cie. Die neuen Turbinen setzten den Bau einer ca. 300 Meter langen Hochdruckwasserleitung vom zum Eigentum der Hotelgesellschaft gehörigen Totensee auf der Grimsel voraus. Die neue Anlage machte die Hotelsiedlung Gletsch und die Gebäude auf Belvédère weitgehend energieautark, was wegen der auch sommers sehr oft unabdingbaren Beheizung der grossen Gebäude ins Gewicht fiel. Auch die Küchen der beiden Hotels wurden nunmehr elektrisch betrieben. Somit konnte fortan auf den Transport von Kohle nach Gletsch verzichtet werden. Die neuen Generatoren erlaubten zudem eine weit umfassendere nächtliche Beleuchtung von Teilen des Rhonegletschers und der Hotelfassaden als vorher.
Knapp zwei Jahrzehnte später, Ende der 1940er-Jahre, wurde der hoteleigene Totensee in den Grimselsee abgeleitet und die Stromproduktion den Kraftwerken Oberhasli (KWO) übertragen, die Hotelgesellschaft baute zusammen mit den KWO aber die 16'000 Volt-Stromleitungen nach Gletsch und ins Obergoms und unterhielt diese ganzjährig. Dörfer des Obergoms wurden fortan von der Hotelgesellschaft mit Industriestrom versorgt, was einen damals wichtigen Entwicklungsimpuls für die Region darstellte. Auch das Militär nutzte den Strom der Hotelgesellschaft für seine Befestigungsanlagen im Furkagebiet. Die Erträge standen dem Hotelbetrieb zur Verfügung. Dies dürfte eines der frühesten derartigen elektrizitätswirtschaftlichen Projekte einer Hotelgesellschaft gewesen sein, welches auf eine mise en valeur bestehender Landressourcen mit einer zwölfmonatigen Wertschöpfung zielte. Jahrzehnte später wurde der Begriff ‚Umwegrentabilität‘ in weiten Teilen der traditionellen Schweizer Hotellerie, die über Landressourcen verfügte, zum unternehmensstrategischen Schlagwort.

## Inventare

### Bundesinventar schützenswerter Ortsbilder der Schweiz von nationaler Bedeutung (ISOS)
Der Ort Gletsch wurde 1996 als «prachtvolle Hotelanlage aus der Gründerzeit der Berghotellerie» ins Bundesinventar schützenswerter Ortsbilder der Schweiz von nationaler Bedeutung (ISOS) aufgenommen (ISOS Band: VS 2.1 Oberwallis A-L). Die Verantwortlichen bewerteten die Lagequalitäten und architektonischen Qualitäten mit drei Punkten (auf einer Skala von drei), die räumlichen Qualitäten mit zwei.

### Kulturgüter
Folgende Objekte sind Kulturgüter regionaler Bedeutung (B):
- KGS-Nr. 6916: Hotelsiedlung Seiler Glacier du Rhône
- KGS-Nr. 17340: Hotel Belvedere
- KGS-Nr. 17338: Wirtshaus zum Gletsch

Diese stehen gemäss der Haager Konvention zum Schutz von Kulturgut bei bewaffneten Konflikten, dem Bundesgesetz vom 20. Juni 2014 über den Schutz der Kulturgüter bei bewaffneten Konflikten sowie der Verordnung vom 29. Oktober 2014 über den Schutz der Kulturgüter bei bewaffneten Konflikten unter Schutz.

## Persönlichkeiten
Liste der Personen, die in Gletsch gewirkt haben:
- Joseph Anton Zeiter
- Alexander Seiler I. (1819–1891)
- Joseph Seiler (1858–1929)[67][68]
- Hermann Seiler (1876–1961)
- Eduard Seiler (1908–1976)